# Стефані Фу
Стефані Фу (англ. Stephanie Foo; нар. 1987 року) — американська радіожурналістка, продюсерка та письменниця. Народилася у Малайзії. Працювала у радіопередачах Snap Judgement і This American Life. 2022 року опублікувала мемуари «Що знають мої кістки» про зцілення від складного ПТСР.

## Молодість та освіта
Фу народилася у Малайзії та в два роки разом з родиною переїхала до США. У підлітковому віці її покинули батьки.
Навчалася у Каліфорнійському університеті в Санта-Круз (КУСК), 2008 року закінчила коледж Стівенсона. Під час навчання в КУСК працювала на радіостанції кампусу KZSC.

## Кар'єра

### Радіо
Після закінчення коледжу Фу викладала у середній школі журналістику та почала слухати радіопередачі This American Life і Radiolab. Зрештою вона вирішила спробувати свої сили в цій царині, тож поїхала автостопом на порно-з'їзд в пошуках історії й згодом створила подкаст під назвою Get Me On This American Life. Іншим раннім аудіопроєктом був музичний подкаст Stagedive, де Фу вдалося охопити молоду аудиторію.
Фу була стажисткою, а потім продюсеркою у шоу Ґленна Вашинґтона Snap Judgment, яке базується в Окленді, а потім перейшла на радіошоу This American Life.
Крім ролі продюсера в шоу Snap Judgement і This American Life, Фу також брала участь у подкастах Reply All і 99% Invisible. Вона привернула увагу завдяки своїм матеріалам на теми — від японського реаліті-телебачення (випуск Flavorwire ввійшов до списку 20 найкращих епізодів у 20-річній історії This American Life) до перегонів і онлайн-побачень; The New York Observer назвав останній випуск одним із «найбільш провокаційних випусків» Reply All.
2015 року Фу запустила власний подкаст під назвою Pilot, де кожна частина слугувала пілотним випуском для іншого жанру подкасту. Ліндсі Майкл із CBC внесла Pilot до списку п’яти найкращих нещодавніх подкастів 2016 року, сказавши, що Фу «створила свій власний ігровий майданчик... Місце, де вона може випробувати речі та подивитися, як вони підуть».
Фу працювала керівницею проєкту з розроблення додатка від шоу This American Life, який запустили в жовтні 2016 року під назвою Shortcut. Створений у співпраці з розробниками Кортні Стентон і Даріусом Каземі з компанії Feel Train, Shortcut має на меті дозволити слухачам ділитися аудіо на сайтах соціальних медіа так само легко, як вони можуть ділитися відеокліпами за допомогою gif. У додатку слухачі можуть вибрати аудіозапис тривалістю до 30 секунд, а потім опублікувати його безпосередньо в соціальних мережах, де аудіо відтворюється разом із транскрипцією кліпу. Під час запуску програма працювала на основі архівів This American Life, але пізніше проєкт випустили у вигляді відкритого коду, доступного для інших аудіопроєктів. Для The New York Observer Брейді Дейл назвав проєкт Фу «інновацією номер один у подкастингу» 2016 року сказавши: «Якщо щось може зробити аудіо вірусним, то це таке рішення».

### Написання
Фу також знана своїми коментарями щодо різноманіття в медіа, особливо завдяки есею 2015 року «Що робити, якщо ваше робоче місце — надто біле». Представляючи цю статтю в Transom, Джей Еллісон сказав, що вона «має бути обов’язковою для читання для всіх, хто бере участь у створенні нашої робочої сили або програмуванні». У Current Адам Рагузеа оцінив його як «відвертий і смішний» а Ніколас Куа з Neiman Lab назвав цю роботу «фантастичною», а Фу — «силою природи».
У лютому 2022 року Фу випустила книжку «Що знають мої кістки» (2022; Ballantine Books) про зцілення від складного посттравматичного стресового розладу.

## Нагороди
Фу продюсувала відеопроєкт  2015 року «Videos 4 U: I Love You» від This American Life, який отримав три денні номінації на премію «Еммі»: найкращий спеціальний курс, коротка денна програма; найкращий спеціальний клас з письма; та найкраща режисура спеціального класу, де режисерка проєкту Б’янка Джаевер перемогла в останній категорії. Проєкт також отримав нагороду Webby Award 2015 за онлайн-фільми та відео в категорії «Драма: індивідуальний короткометражний фільм або епізод».
2016 року Фу здобула грант Knight Foundation від Knight Prototype Fund для роботи над проєктом від This American Life для обміну аудіокліпами, який став додатком Shortcut. 2016 року Фу також була стипендіаткою Центру цифрової журналістики Колумбійського університету для роботи над тим самим проєктом.
Фу була суддею Американської журналістської премії Mosaic у 2020, 2023 та 2024 роках.

## Переклади українською
2025 року у видавництві «Книголав» вийшов український переклад книжки «Що знають мої кістки. Записки про зцілення від сильної травми». Перекладачка — Інна Шумська.

## Зовнішні посилання
- Персональний сайт
- Архів радіо This American Life від співавтора - Стефані Фу
- Pilot вебсайт подкастів
- Stephanie Foo на сайті IMDb (англ.)